# Stefano Bolognini
Stefano Bolognini (Bologna, 1949) è uno psicoanalista italiano.

## Biografia
Bolognini frequenta l'Università di Padova dove si laurea nel 1974 in Medicina specializzandosi nel 1978 in Psichiatria.
Dal 1985 membro ordinario con funzioni di training della Società psicoanalitica italiana, di cui è stato anche segretario scientifico dal 1997 al 2001, mentre dal 2009 al 2013 ne è stato il presidente; è stato anche membro del comitato editoriale europeo dell’International Journal of Psychoanalysis, dal 2002 al 2012, e membro del Theoretical Working Party della Federazione Europea della Psicoanalisi.
Si occupa fin dalla fine dei suoi studi universitari di Sigmund Freud, di empatia, vista come un'esperienza soggettiva relazionale e unica, e di Interpsichico, inteso come una modalità fisiologica di base di contatto profondo tra gli esseri umani; tiene seminari e convegni in tutto il mondo; è autore di centinaia di articoli del settore, di manuali di psicoanalisi e di novelle, sempre a contenuto tecnico, ma spiegato attraverso l'utilizzo di storie e personaggi inventati.
Nel 2010 Bolognini diventa presidente della International Psychoanalytical Association (IPA); primo italiano a ricoprire la carica di presidente in questa organizzazione, che fu fondata nel 1910 a Norimberga da Sigmund Freud ed ebbe come primo presidente Carl Gustav Jung. Bolognini è rimasto in carica insieme con il vicepresidente, la svedese Alexandra Billighurst, fino al 2017.
Alla notizia dell'elezione Bolognini ha dichiarato: «questa elezione è l'effetto dell'autorevolezza e della notorietà acquisita dalla psicoanalisi italiana nel panorama internazionale attraverso il grande, qualificato e costante impegno della SPI, Società Psicoanalitica Italiana, della quale sono onorato di essere il presidente. La psicoanalisi come metodo di cura e strumento di comprensione della realtà ha un ruolo fondante nella cultura di ogni paese. Come presidente dei 12000 psicoanalisti freudiani aderenti all'IPA, mi impegnerò per la diffusione, il rinnovamento e la democratizzazione della psicoanalisi ovunque nel mondo e in particolare nei Paesi emergenti, Est Europeo e Cina».
Bolognini è stato il fondatore, in seno alla International Psychoanalytical Association, dell'Inter-Regional Encyclopedic Dictionary of Psychoanalysis.

## Opere
- Come vento, Come onda: dalla finestra di uno psicoanalista , i nostri (bi) sogni di gloria, Bollati Boringhieri, 1999.
- Il sogno cento anni dopo, cura del volume collettivo, Bollati Boringhieri, 2000.
- L'empatia psicoanalitica, Bollati Boringhieri, 2002.
- Psicoanalisi e pluralismo delle lingue, selezione dallo 'International Journal of Psychoanalysis', 2004.
- Passaggi segreti. Teoria e tecnica della relazione interpsichica, Bollati Boringhieri, 2008.
- Lo Zen e l'arte di non sapere cosa dire, Bollati Boringhieri, 2010.
- Flussi vitali tra Sé e Non-Sé - L'interpsichico, Raffaello Cortina Editore, 2019.
- Freud e il mondo che cambia. Psicoanalisi del presente e dei suoi guai, con L. Nicoli, Enrico Damiani Editore, 2022

## Premi
Premio Gradiva 2000 per l'opera Come vento, come onda (Bollati Boringhieri, 1999).
Gradiva Award 2023 per l’opera Vital Flows Between the Self and Non-Self: The Interpsychic (Routledge, 2022) edizione americana del volume Flussi vitali tra Sé e Non-Sé - L’Interpsichico (Raffaello Cortina Editore, 2019).